# Nick Holmes
Nick Holmes (nacido el 11 de noviembre de 1954, en Southampton) es un futbolista profesional, que ganó el FA Cup Final con el Southampton en 1976 y se desempeña como mánager del Salisbury City.
Nick cursó estudios en "St. Mary’s College", en Southampton y debutó con el Southampton en los primeros años de la década de los años 1970.

## Southampton
Debutó el 2 de marzo de 1974 en el campo del Arsenal.
Un izquierdo natural, jugaba igual de bien, tanto en el centro como en la defensa. Es un jugador leal, Nick Holmes pasó 14 años en el (Southampton F.C.). David Peach y él son los dos únicos jugadores que han jugado en dos finales de copa en la historia del Southampton. Naturalmente como zudo, Nick podía jugar en la defensa izquierda o en el centro del campo.
Jugó como lateral izquierdo en la Final de la copa F.A de 1976 contra el Manchester United partido que ganó el equipo de Holmes 1-0,y también jugó y metió un gol en la final de la copa de fútbol inglesa de 1979 contra el Nottingham Forest, el cual perdió 2-3. Entre estas dos apariciones, fue un miembro importante del Southampton que ganó la promoción a 1.ª división inglesa al final de la temporada 1977-78.
Se convirtió en el capitán del equipo en marzo de 1980, y en su 400º partido con el club, Lawrie McMenemy lo alabó, añadiendo que es un hombre para todas las temporadas.
Holmes fue una constante cuando Southampton terminó segundo en 1.ª división en la temporada 1983-84 y fue probablemente el mejor centrocampista de la historia de su club.
En 1986 (el 16 de agosto) Saints reconoció su lealtad premiándolo Con un partiddo en su honor contra el Benfica , el cual ganó 4-1, Holmes metió un gol.
Los partidos como internacional le han sido esquivos desde que no fue convocado para la selección sub-23 por lesión
Jugó por última vez con el Southampton el 14 de febrero de 1987 en Tottenham Hotspur. Una fractura pélvica le oblió a abandonar el juego.En total ha jugado 543 veces con el Southampton, marcando 64 goles.

## Después del Southampton
Después de dejar el Southampton, pasó la temporada 1987-88 con los East Cowes Vics.
En 1989 dejó el fútbol y compró una tienda de ultramarinos en Winterslow, cerca de Salisbury. En 1999 emigró a Florida para fundar una empresa de mánager, que vendió en 2004.

## Salisbury City F.C.
En julio de 2002, volvió al fútbol cuando le ofrecieron un trabajo como mánager en el Salisbury City.
Bajo la dirección de Holmes, el Salisbury ascendió a la conferencia sur en la temporada 2005-06 finalizando en el 1º puesto de la Premier league del sur inglesa.

## Palmarés

### Como jugador
Con el Southampton
- Ganador de la copa FA (Final de la copa Fa 1976|1976)
- Jugador que más corre 1979
- Jugador que más corre 1983-84

### Como Mánager
Con el Salisbury City
- Southern League Premier Division championship 2005-06